# 広島県道352号高屋河戸線
広島県道352号高屋河戸線（ひろしまけんどう352ごう たかやこうどせん）は、広島県東広島市を通る一般県道である。

## 概要
東広島市高屋町高屋堀から東広島市河内町河戸に至る。

### 路線データ
- 起点：東広島市高屋町高屋堀（広島県道351号造賀田万里線交点）
- 終点：東広島市河内町河戸（広島県道348号小田白市線交点）
- 総延長：3.9 km

## 歴史
- 1983年（昭和58年） - 路線認定。

## 地理

### 通過する自治体
- 東広島市

### 交差する道路
| 交差する道路              | 交差する場所 | 交差する場所 |
| ------------------------- | ------------ | ------------ |
| 広島県道351号造賀田万里線 | 高屋町高屋堀 | 起点         |
| 広島県道348号小田白市線   | 河内町河戸   | 終点         |